# Eriachne gardneri
Eriachne gardneri är en gräsart som beskrevs av William Hartley. Eriachne gardneri ingår i släktet Eriachne och familjen gräs. Inga underarter finns listade i Catalogue of Life.